# Iglesia de San Matías (Madrid)
La iglesia parroquial de San Matías es un templo católico de la ciudad de Madrid localizado en el distrito de Hortaleza. Se trata de uno de los primeros ejemplos de arquitectura neomudéjar.

## Historia

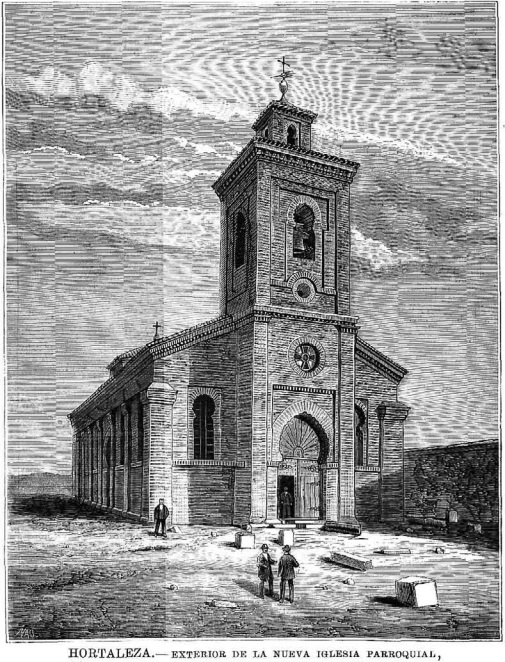
Grabado publicado en La Ilustración Española y Americana el 8 de abril de 1880 que ilustra la iglesia neomudéjar poco después de su inauguración.

El templo original que se levantaba en el terreno se derrumbó en la década de 1850, y se procedió posteriormente a la erección de una nueva parroquia para la localidad de Hortaleza. El proyecto final del edificio fue presentado por el arquitecto Enrique María Repullés y Vargas en 1877.. La iglesia está construida en ladrillo y ha sido considerada como uno de los primeros ejemplos del movimiento arquitectónico neomudéjar.
En 2021 el inmueble fue declarado bien de interés cultural.